# Malacara
Malacara es una entidad de población española del municipio leridano de Estarás, en la comunidad autónoma de Cataluña.

## Historia
A mediados del siglo XIX, el lugar, ya por entonces perteneciente al municipio de Estarás, contaba con una población censada de 18 habitantes. Aparece descrito en el undécimo volumen del Diccionario geográfico-estadístico-histórico de España y sus posesiones de Ultramar de Pascual Madoz de la siguiente manera:

MALACARA: l. del distrito municipal de Estarál (2/3 leg.), en la prov. de Lérida (10), part. jud. de Cervera (1 2/3) aud. terr. y c. g. de Cataluña (Barcelona 14 1/2), dióc. de Solsona (8): sit. en una altura donde reinan los vientos del N. y el clima es algo frio. Se compone de 7 casas, una igl. (Sta Maria) aneja de la parr. del pueblo de Farran, con cementerio contiguo á ella y una balsa en el térm., cuyas aguas aprovechan los vec. Confina por N. con Farran; E. Pujolt; S. Estarás, y O. Altarriba: el terreno es áspero y de mala calidad, poblado de muchos pinos y algunos robles: los caminos dirijen á los pueblos circnvecinos y á Calaf, en mal estado: la corresponencia pasa su encargado una vez á la semana á recogerla en Cervera; y las prod. son escaña, cebada, vino, legumbre y bellotas: cria ganado vacuno para la labranza, y caza de muchas perdices y pocos conejos. pobl. 4 vec. 18 alm. riqueza imp. 9,898 rs contr. el 14'48 por 100 de esta riqueza.
(Madoz, 1848, p. 32)

En 2022 tenía una población censada de 9 habitantes.